# Jean-Loup Rouyer
Jean-Loup Rouyer, né le 4 août 1945 à Remiremont - mort le 28 décembre 2007 à Paris, était un joueur français de tennis et Polytechnicien.

## Carrière
Il joue en équipe de France de Coupe Davis en 1970 où il atteint les 1/8 de finale (demi-finale de la zone Europe B). Il remporte 2 doubles pour une défaite, avec Jean-Baptiste Chanfreau.
Il joue à Roland-Garros de 1964 à 1974 et à Wimbledon de 1969 à 1973 mais c'est à l'US Open et à l'Open d'Australie qu'il obtient ses meilleurs résultats en atteignant les 1/16 de finale en 1969.
De plus, il a joué à plusieurs reprises de très longs matchs en termes de jeux, notamment à Wimbledon le premier en simple messieurs lors du second tour, contre le joueur danois Jan Leschly sur le score de 6-4, 22-20, 6-4 (62 jeux) et le second en double messieurs au côté de son compatriote Pierre Darmon face à la paire tchécoslovaque Jan Kodeš et Jan Kukal au premier tour 4-6, 5-7, 20-18, 6-4, 9-7 au terme de 86 jeux joués.
Quelques jours avant l'US open, en août 1969, il joue sur les mythiques et historiques courts de Chesnut Hill appelés le U.S. National Championships. Le tournoi est inscrit dans le circuit amateur, avec de longs scores en termes de jeux aussi, telles que ses victoires au second tour sur le joueur américain Brian Cheney sur le score de 16-14, 4-6, 15-13 (68 jeux) et en double messieurs avec son compatriote Jean-Baptiste Chanfreau au second tour sur la paire sud-africaine Rauty Krog et Terry J. Ryan avec un total de 60 jeux : 7-9, 19-17, 6-2.
Il a affronté un top 10 ATP dans sa carrière open : Björn Borg no 8 à Roland-Garros en 1974 (défaite 4-6, 2-6, 0-6). Auparavant en 1969, alors tête de série no 3, il bat Whitney Reed, joueur américain d'envergure internationale et classé no 1 en 1961 aux États-Unis, au cours de sa finale remportée à Lodi Indoors en Californie le 7 mars 1969 sur le score de 4-6, 6-4, 6-4.
Début mai 1972, il bat Stan Smith au 2e tour à Rome 7-6, 0-6, 6-2 sur terre battue. Bien qu'il n'y ait pas encore eu de classement ATP, tous les spécialistes ont classé l'Américain no 1 mondial en fin d'année.
Il décède le 28 décembre 2007.

### Titres en simple messieurs (4)
- Circuit amateur

|   | Date       | Lieu du tournoi                                     | Surface                | Finaliste        | Score         |
| - | ---------- | --------------------------------------------------- | ---------------------- | ---------------- | ------------- |
| 1 | 14/07/1966 | Palaiseau                                           | ?                      | Yves Christiaen  | 3-6, 6-4, 6-0 |
| 2 | 23/02/1969 | Stockton "San Joaquin County Challenge Cup"         | Extérieur              | Eugene T. Cantin | 11-9, 6-3     |
| 3 | 07/03/1969 | Lodi Centennial Invitational Indoor                 | Moquette (Green Ozite) | (1) Whitney Reed | 4-6, 6-3, 6-4 |
| 4 | 23/03/1969 | Modesto SWIM & R.C. Invitation (San Joaquin Valley) | ?                      | Eugene T. Cantin | 6-3, 5-7, 6-3 |